# Variabili visive
Con variabili visive si indica una teoria sviluppata da Jacques Bertin (1918 - 2010) nel suo libro Semiologie Graphique (Semiology of Graphics), relativa al design dell'informazione.

## Ambito di riferimento
Bertin scompone e categorizza il continuum di rappresentazioni possibili per le informazioni, fornendo ai progettisti un punto di partenza per riflettere su quale sia un modo per rappresentarle in maniera sistematica.
Bertin si focalizza sulla rappresentazione statica delle informazioni, tralasciando esplicitamente la cinematografia, nella quale movimento e tempo cambiano le regole di espressione. Per rappresentazioni statiche, Bertin considera solamente qualcosa che sia:
- rappresentabile e stampabile
- su un foglio di carta bianca
- di formato standard, visibile ad una prima occhiata
- da una distanza di visione corrispondente a quella di quando si legge un libro o un atlante
- sotto illuminazione costante e normale (ma tenendo in considerazione differenze tra luce naturale ed artificiale)
- utilizzando strumenti grafici già a disposizione

Di conseguenza, Bertin si focalizza sui segni visibili, ovvero in grado di riflettere luce in maniera differente rispetto al foglio di carta,

## Variabili visive
Un segno può essere espresso in relazione alle due dimensioni planari. Una volta fissato un segno in un punto del piano, esso può essere disegnato in diversi modi, variando in:
- Taglia
- Tono
- Texture
- Colore
- Forma

Di conseguenza, il progettista ha a sua disposizione otto variabili visive.
Ogni variabile è caratterizzata dal suo livello di organizzazione e dalla sua lunghezza (il numero di step della variabile). Vi sono proprietà legate al Piano, e altre legate alle Variabili Retiniche, le quali elevano il segno dal piano.

## Il piano
Il piano è il fondamento della rappresentazione grafica. È omogeneo e ha due dimensioni.
I tre tipi di significazione per le quali un segno acquisisce significato nel piano sono
- Il punto - non possiede teoricamente né lunghezza né area. La sua significazione dipende dalla grandezza e dal tipo di segno. Può variare in posizionamento.
- La linea - possiede lunghezza ma non area. La sua significazione è indipendente dall'ampiezza del segno che la rende visibile. Può variare in posizionamento ma non significare un'area nel piano.
- La superficie - significa qualcosa nel piano che abbia una dimensione misurabile. La significazione si applica a tutta l'area coperta dal segno. Può variare in posizione, ma cambiando taglia, forma o orientamento il segno cambia significato.

Definendo queste classi di segni comporta conseguenze:
La lunghezza (ovvero il numero di step a disposizione) delle variabili retiniche e il loro uso varia a seconda del tipo di rappresentazione.
La rappresentazione di quantità varia a seconda che vengano utilizzati punti, linee o superfici.
Le differenze tra le classi di rappresentazione è selettiva (ovvero differenzia le rappresentazioni)
In una singola immagine, lo stesso concetto non può essere rappresentato da più figure geometriche di base.

## I livelli di una variabile
Bertin descrive come le proprietà percettive di una variabile ne determinino il livello.
Il livello di ogni variabile può essere definito come:
- Selettiva: quando permette di isolare immediatamente tutti gli elementi appartenenti alla stessa categoria (di quella variabile)
- Associativa: quando permette di raggruppare immediatamente tutti gli elementi distinti da questa variabile.
- Ordinata: quando la classificazione visiva delle sue categorie, o dei suoi step, è immediata e universale.
- Quantitativa: quando la distanza visiva tra due categorie di un componente ordinato può essere immediatamente espressa da un rapporto numerico.

Il posizionamento nel piano può da solo esprimere selettività, associatività, ordinamento e rapporto quantitativo. Stessa cosa vale per le variabili retiniche. Attraverso questi processi combinatori di variabili visive, è possibile rappresentare in maniera sistematica e univoca le informazioni in un artefatto visivo bidimensionale.